# Jarosław z Kozienic
Jarosław z Kozienic (ur. XIV w., zm. XV w.) – polski szkutnik i mistrz ciesielski, twórca mostu łyżwowego na Wiśle.
Zimą 1409/1410, na polecenie starosty radomskiego Dobrogosta Czarnego z Odrzywołu, budował w Puszczy Kozienickiej elementy mostu łyżwowego, spławione w czerwcu 1410 Wisłą do Czerwińska i zmontowane tam w ciągu pół dnia. Przez most ten przeprawiły się wojska króla Władysława Jagiełły, podążające na wojnę z Krzyżakami. Konstrukcję rozebrano, by we wrześniu 1410 ustawić ponownie pod Przypustem, umożliwiając przeprawę rycerstwu wracającemu spod Grunwaldu.